# Fisa Pihigia
Fisa Pihigia est un homme politique et diplomate niuéen.

## Biographie
Élu une première fois député du village de Tuapa au Parlement de Niue en 1990, Pihigia y est ensuite réélu sans discontinuer jusqu'à sa démission en amont des élections de 2017.
Il est ministre des Finances et de l'Immigration au sein du gouvernement dirigé par le premier ministre Young Vivian jusqu'en juin 2008,. Il est également un temps président de la délégation permanente de Niue auprès de l'UNESCO.
En juin 2008, à la suite d'élections législatives, il annonce qu'il pourrait être candidat au poste de Premier ministre. Il déclare par la même occasion qu'il serait favorable à une limitation du nombre des mandats consécutifs des personnalités politiques. Pihigia se dit également favorable à un élargissement conseil des ministres - actuellement limité à quatre personnes, dont le Premier ministre - et à une réduction du nombre de députés. Il suggère que vingt députés est un nombre excessif pour une population comprenant environ 600 électeurs. Finalement, il ne brigue pas le poste de Premier ministre, qui revient à Toke Talagi. Réélu député en 2011 et en 2014, il démissionne en février 2017, près de la fin de son mandat, pour accepter le poste de haut-commissaire en Nouvelle-Zélande. Il entre en fonction à ce poste début avril 2017.
En 2015 il est élu président de l'association Niue Island Organic Farmers Association de promotion de l'agriculture biologique. Propriétaire de grands terrains agricoles à Tuapa, il y cultive du taro, des bananes, des patates douces, du manioc, des citrons verts et des melons.
Il se présente sans succès aux élections législatives niuéennes de 2023,, pour lesquelles il démissionne du poste de haut-commissaire en Nouvelle-Zélande qu'il occupait encore en février 2023.
Il a par ailleurs participé aux Jeux du Commonwealth en 2002 à Manchester, se classant douzième à l'épreuve des moins de 94 kg en haltérophilie.